# باول نوكس
باول نوكس (بالإنجليزية: Paul Knox)‏ (و. 1933 – 2022 م) هو لاعب هوكي الجليد  كندي، ولد في تورونتو، شارك في الألعاب الأولمبية الشتوية 1956، مركز لعبه هو جناح ‏، توفي عن عمر يناهز 89 عاماً.

## التعليم
تعلم في جامعة تورنتو
.